# Fernando Álvarez de Sotomayor
Pour les articles homonymes, voir Álvarez de Sotomayor.
Fernando Álvarez de Sotomayor y Zaragoza, né à Ferrol le 25 septembre 1875 et mort à Madrid le 17 mars 1960, est un peintre espagnol. Artiste important dans les cercles d'art académique espagnol de la première moitié du XXe siècle, il est nommé directeur du Musée du Prado et est membre de l'Académie royale des Beaux-Arts de San Fernando de Madrid.

## Biographie
Né dans une famille bourgeoise d'origine madrilène et andalouse à Ferrol, il étudie au Real Colegio Agustino de San Lorenzo de El Escorial. Il suit divers cours, puis se consacre entièrement à la peinture. Un de ses principaux mentors est Manuel Domínguez Sánchez, et ses études coïncident avec celles d'autres jeunes peintres de l'époque comme Marceliano Santa María (es) et Eduardo Chicharro. En 1899, il obtient une bourse pour continuer ses études à Rome, où il vit pendant quatre ans. Avant son retour en Espagne en 1904, il visite la France, la Belgique et les Pays-Bas.
En tant que professeur, l'influence d'Álvarez de Sotomayor a été fondamentale au Chili. Il y arrive en 1908, embauché comme professeur de Couleur et Composition pour l'École des Beaux-Arts de Santiago, institution dont il deviendra le directeur (1911-1915).

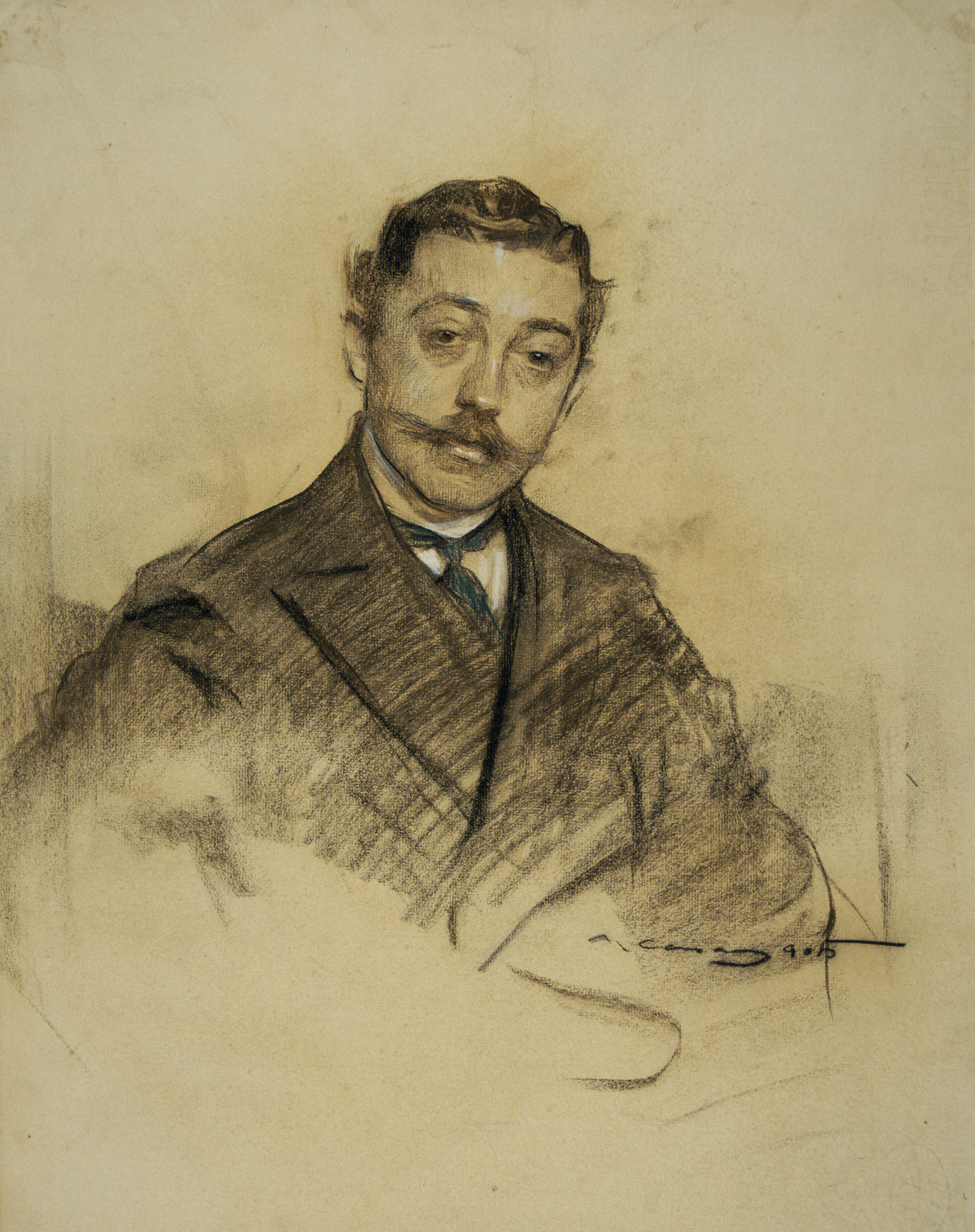
Portrait de Fernando Álvarez de Sotomayor par Ramon Casas.

Le Musée National des Beaux-Arts du Chili, dans sa page consacrée au peintre, indique : « Sa gestion a marqué une étape importante dans le développement artistique et culturel du pays. Sotomayor, comme s'appelait le maître lui-même, a obtenu un bon accueil dans l'École chilienne. À son style d'enseignement classique et réaliste épurée, il ajoute la tendance hispanique qui a remplacé l'influence romantique française qui régnait dans les arts nationaux jusqu'à présent. Il a mis l'accent sur la composition et a sauvé la valeur des thèmes costumbristas aussi bien de sa terre natale que du Chili, caractéristique qui a réussi à se diffuser largement parmi ses disciples. Il a été responsable de la formation d'un groupe de nombreux artistes, cité sous différents titres selon les événements du début du XXe siècle : Generación del Centenario, Generación del 13 (d'après l'exposition de 1913 durant laquelle ses élèves ont fait connaître leurs œuvres), la Génération Sotomayor (en l'honneur du maître) et Génération Tragique (ce dernier en raison du caractère bohème des vies que beaucoup des membres du groupe ont mené, artistes de talent notable mais avec peu de moyens et de mœurs libres) ». Il a laissé une marque originale en avantageant les thèmes populaires et l'empreinte hispanique dans cette génération d'artistes chiliens.
Il dirige le musée du Prado en deux occasions : entre 1922 et 1931, et après la Guerre Civile Espagnole, de 1939 jusqu'à sa mort en 1960.
En 2016, ses Mémoires, inédites, sont publiées, jalousement gardés par ses descendants pendant plus d'un demi-siècle.

## Distinctions
- Grand-croix de l'ordre d'Isabelle la Catholique

## Œuvres
Une part importante de son œuvre se trouve en Amérique.
- Musée national des Beaux-Arts, Argentine :
  - Gitana con pandereta
  - Aldeana gallega (Villageoise galicienne)
- Musée national des Beaux-Arts, Chili :
  - Orphée attaqué par les bacchantes (Orfeo atacado por las bacantes)
  - Portrait de Monsieur Marcial Martínez
  - Dîner galicien (Cena gallega), 1915
  - Portrait du peintre Alfredo Helsby, 1917
  - Don Alejandro Silva de la Fuente, 1914
  - Doña Carmen Yoacham Varas de Silva, 1914
  - Portrait de Madame Luisa Mendeville de Valdés, 1910
  - Doña Mercedes Fernández de Yrarrázabal, 1915, portrait au charbon
- Banco del Estado de Chile :
  - Les ivrognes (Los borrachos)
- Pinacothèque de l'Université de Talca :
  - Femme (Mujer)
- Ministère des Relations extérieures du Chili :
  - Portrait de Marcial Martínez

- Fundación Caixa Galicia (es) : diverses huiles, aquarelles et dessins[5].